# Rosario Gregorio
Rosario Gregorio, né le 23 octobre 1753 à Palerme, mort dans cette ville le 13 juin 1809 est un religieux et historien italien. Il est considéré comme « le premier historien moderne de la Sicile ». 

## Biographie
Prêtre, enseignant la théologie au Séminaire de Palerme, il démasque la falsification du Conseil d’Égypte publié en 1784 par Giuseppe Vella, en faisant paraître en 1790 Rerum arabicarum quae ad historiam Siculam spectant ampla collectio, pour lequel il apprend l'arabe. 
Il publie également deux volumes de la Bibliothèque aragonaise, dans lequel il recense des notices sur le droit public de cette période, et une Introduction au Droit public en Sicile. 
Ses études de l'histoire de son île natale, sont publiés en plusieurs volumes, réduits et censurés, sous le titre de Considérations sur l'histoire de la Sicile. Une série de notices relatives à la Sicile, paru dans un petit recueil périodique, Notiziario di Corte, ont été regroupées avec d'autres en deux volumes in-8°, publiés à Palerme en 1821. Elles sont divisées en cinq classes et traitent de la géographie, de l'histoire, de l'histoire naturelle, de l'économie publique, des beaux-arts et des belles-lettres.
« A l'exemple de Giannone, mais avec plus d'exactitude dans le détail, plus de rigueur dans le raisonnement, plus de clarté dans l'exposition, plus d'élégance dans le style, c'est l'histoire de la civilisation qu'il développe, et non celle des événements ». Il distingue au sein du peuple siciliens plusieurs classes : les vilains asservis, les paysans dédiés au travail agricole, les bourgeois, vivant libres en ville ou à la campagne, la petite noblesse et les grands barons. Il analyse l'histoire de la Sicile à travers la lutte entre l’État, incarné par le roi, et la féodalité, que défendent les barons.